# Giorgio Del Lungo

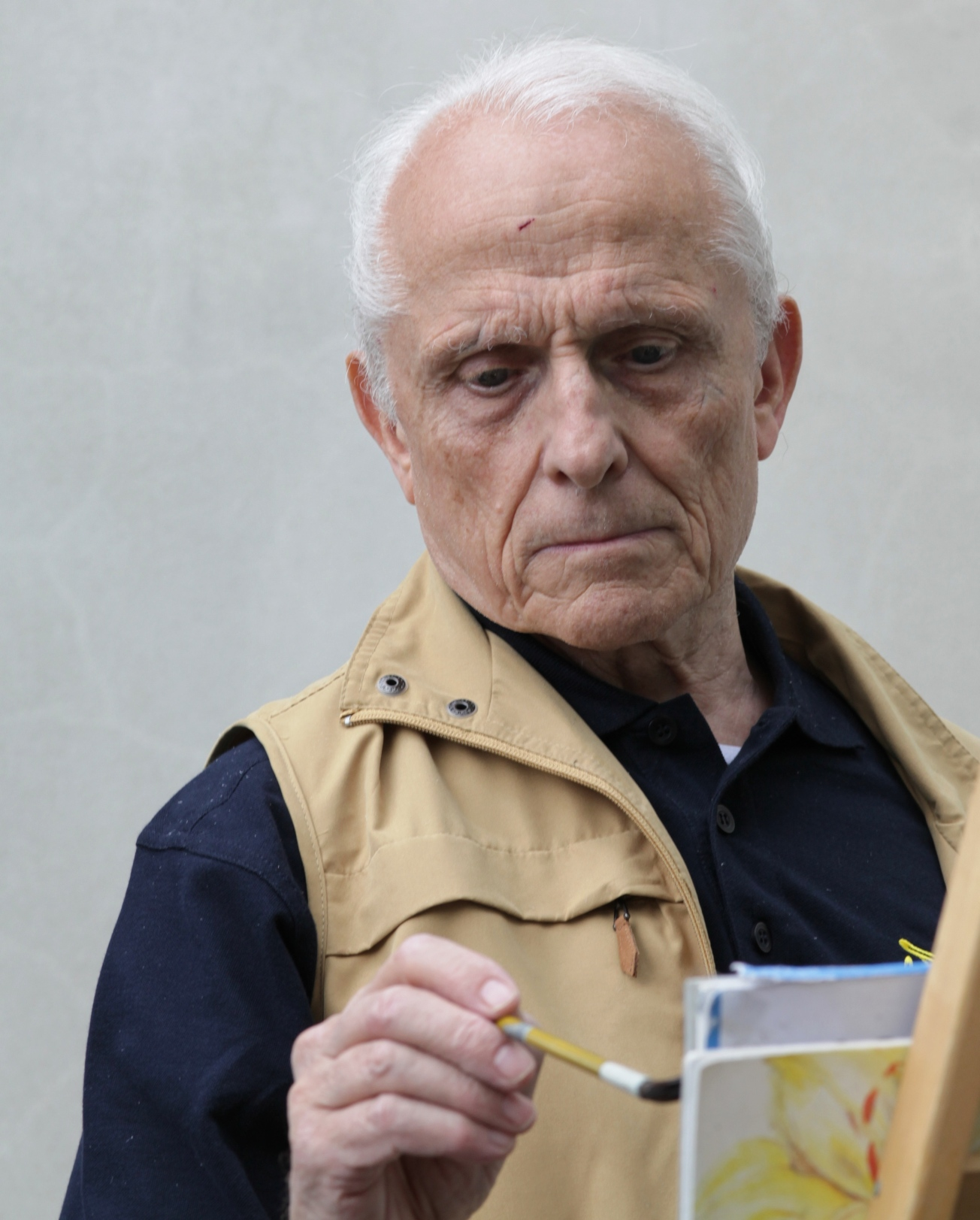
Giorgio del Lungo, 2011

Giorgio Del Lungo, in arte Gorigus, (Roma, 17 agosto 1933), è uno scrittore e illustratore italiano specializzato in libri per l'infanzia e per ragazzi.

## Biografia
Nato a Roma nel 1933, terzo dei nove figli di Angiolo Del Lungo, rivelò nell'infanzia il suo talento per il disegno. A partire dall'età di 13 anni si è dedicato all'illustrazione soprattutto umoristica, collaborando con alcuni giornali italiani per ragazzi, apparsi nel dopoguerra. Fu incoraggiato in tale attività da Sergio Tofano, il creatore del personaggio del Signor Bonaventura. Si dedicò anche all'ideazione e realizzazione di opuscoli didattici e divulgativi di propaganda antinfortunistica per conto dell'ENPI (Ente Nazionale per la Prevenzione degli Infortuni).
Nel 1953 vinse a pari merito il Premio Diomira patrocinato dall'Editore Piccoli di Milano.
Assolse il servizio militare presso la Scuola Allievi ufficiali, allora in Ascoli Piceno.
All'età di 20 anni scelse un cammino di apostolato cattolico laico. Lasciò la famiglia paterna e aderì come membro numerario della Prelatura Opus Dei. Per diffonderne il messaggio di santificazione del lavoro professionale in altre culture, nel 1961 si trasferì a Zurigo.
Laureato in Storia dell'Arte all'Università La Sapienza con una tesi sul pittore tedesco Paul Klee, continuò gli studi in Svizzera, conseguendo il diploma in Psicologia Diagnostica presso l'Institut fuer Angewandte Psychologie annesso all'Università di Zurigo, frequentando contemporaneamente corsi serali di pittura e nudo presso la Schule für Gestaltung del Canton Zurigo.
Nel 1971 appena diplomato, fu assunto dallo Schulpsychologischer Dienst der Stadt Zuerich come psicologo delle scuole cittadine. Per la sua conoscenza anche di Italiano, Spagnolo, Francese e Portoghese si occupò specialmente dei molti alunni immigrati e delle loro famiglie.
Nel 1992, con lo pseudonimo di Gorigus ha pubblicato per Mursia editore (Milano) il suo primo libro Guardate ho catturato un altro mostro, una sorta di manuale dedicato ai bambini, per aiutarli a eliminare i mostri e le paure. Nel 1995 ha vinto il Premio Bancarellino con il libro La grande evasione dei magnifici magnolici.

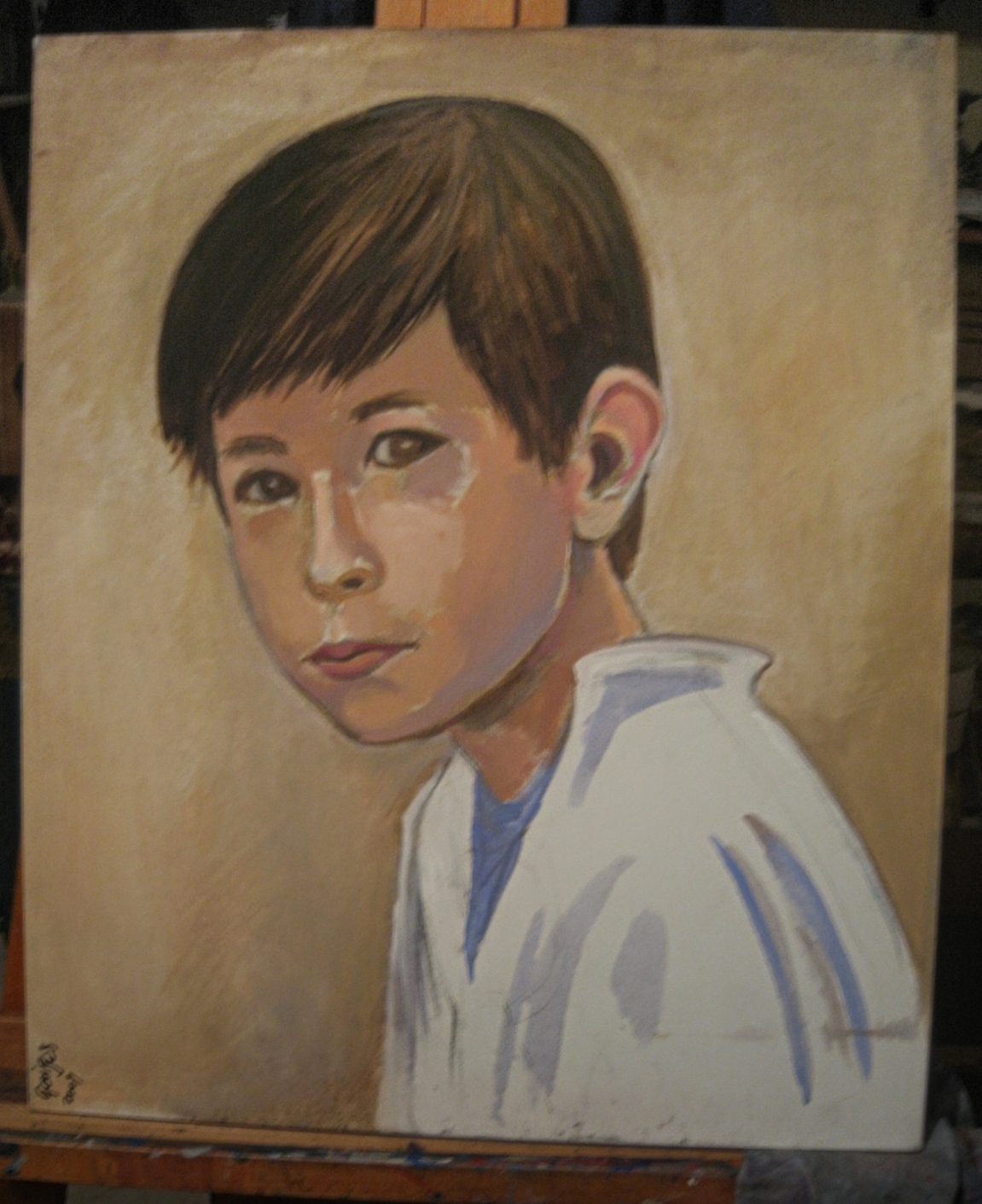
Metin, 2005

Per la Mursia ha in totale scritto e illustrato nove libri per ragazzi, l'ultimo è in corso di pubblicazione. Tre di questi libri sono stati tradotti e pubblicati in Spagna.
Ha inoltre illustrato diversi libri di altri autori: Testi di matematica insiemistica per la scuola elementare presso la SEI (Torino) e altri libri per bambini per le case editrici RIALP (Madrid) e L'Isola dei Ragazzi (Napoli).
Ha dipinto maioliche su grandi superfici per ambienti pubblici e chiese. Dal 1992 ha iniziato a dipingere a olio e acrylico. Il suo genere preferito è il ritratto, ma dipinge anche figure e paesaggi espressionistici.

## Pubblicazioni
- 1992 Guardate ho catturato un altro mostro - Mursia
- 1994 La grande evasione dei magnifici magnolici - Mursia
- 1995 Mac. L'iscrizione misteriosa - Mursia
- 1996 Nella misteriosa clessidra di Walburga Knud - Mursia
- 1998 Volo 603 per Zurigo - Mursia
- 2002 Storia di quando arrivammo tardi alla guerra - Mursia
- 2006 Storia di Quis che non era nato - Mursia
- 2009 Ma che c'entro io col traffico di droga? Se stavo facendo i compiti! - Mursia